# Aulosepalum hemichreum
Aulosepalum hemichreum es una especie de orquídea de hábito terrestre, originaria de México a Nicaragua.

## Descripción
Es una planta herbácea litófita, erecta, hasta 70 cm de alto; con escapo floral de 4 mm de diámetro, revestido de vainas imbricadas, sin hojas durante la época de floración, o si las hojas presentes entonces basales. Hojas de hasta 20 cm de largo y 4 cm de ancho, cortamente acuminadas, con bordes ondeados; pecíolo de 7 cm de largo. Escapo piramidal largo y densamente multifloro, las brácteas florales de hasta 2 cm de largo, acuminadas, las flores blancas con los sépalos laterales y el centro y las aurículas basales del labelo verdes; sépalo dorsal 8–9 mm de largo y 6–8 mm de ancho, contraído en la mitad hacia un ápice obtuso y redondeado, los sépalos laterales 12 mm de largo y 4 mm de ancho, obtusos; pétalos de 10 mm de largo y 2,2 mm de ancho, obtusos, con los bordes posteriores irregulares y los anteriores papilosos; labelo linear-espatulado, pandurado, 1,4 cm de largo y 4 mm de ancho, el lobo medio dilatado y con ápice redondeado, el disco con 2 aurículas laterales basales, pubescentes; columna 9 mm de largo, delgada, la porción apical conspicuamente ciliada en la cara anterior; ovario 5–6 mm de largo, pedicelado, glabro.

## Distribución y hábitat
Es frecuente en áreas abiertas y secas, principalmente sobre rocas, en alturas de 800–1200 m s. n. m.; florece en diciembre a febrero. Se encuentra desde México a Nicaragua en El Salvador, Guatemala y Honduras.

## Sinónimos
- Spiranthes hemichrea Lindl., Gen. Sp. Orchid. Pl.: 473 (1840).
- Gyrostachys hemichrea (Lindl.) Kuntze, Revis. Gen. Pl. 2: 664 (1891).
- Deiregyne hemichrea (Lindl.) Schltr., Beih. Bot. Centralbl. 37(2): 427 (1920).
- Sarcoglottis hemichrea (Lindl.) Ames, Schedul. Orchid. 2: 9 (1923).[3]